# Kunstsalon Köln

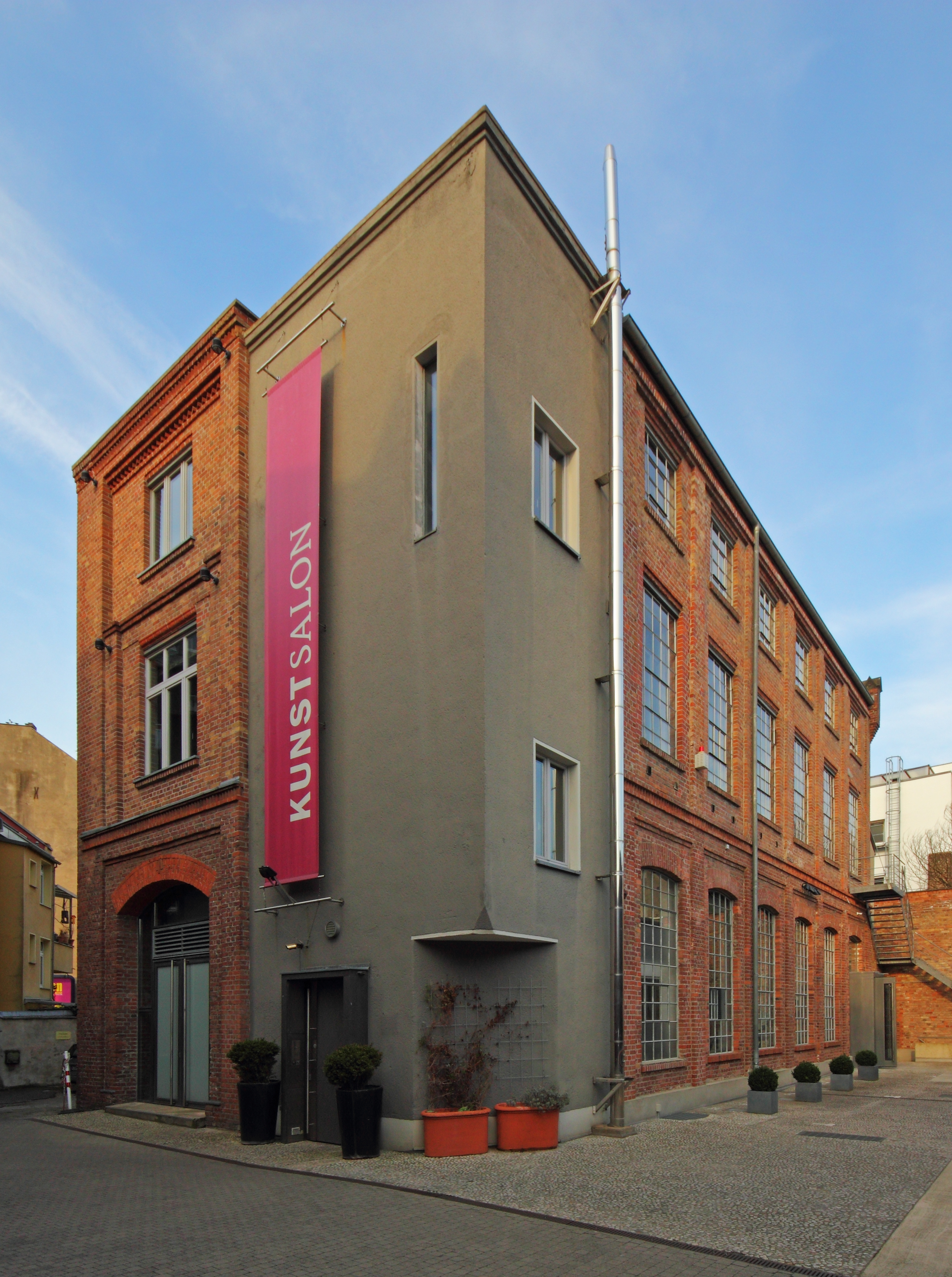
Kunstsalon Köln (2012)

Der KunstSalon ist eine Kölner Initiative zur Förderung von Kunst und Kultur, die 1994 durch Peter Bach gegründet würde. Die Arbeit des gemeinnützigen Vereins wird ausschließlich privat finanziert. Der Verein vergibt mehrere Kulturpreise und fördert spartenübergreifend diverse Projekte. Der Sitz des KunstSalon befindet sich in einem Industriegebäude in der Brühler Straße in Köln, das um 1900 als Kupferschmiede errichtet wurde. Im Jahr 1996 erfolgte der Umbau zum heutigen Kulturzentrum.

## Zielsetzung
Anliegen des KunstSalon ist es, Kunst und Kultur finanziell und ideell zu unterstützen, die Notwendigkeit ihrer Förderung zu vermitteln und Zugänge für interessierte Bürgerinnen und Bürger zu schaffen. Bürgerschaftliches Engagement bildet die Basis für seine Tätigkeiten.

## Förderung
Die Einzigartigkeit des KunstSalon liegt in seiner spartenübergreifenden Ausrichtung. Mit Förderprojekten aus den Bereichen Bildende Kunst, Schauspiel, Literatur, Musik, Tanz und Film wird die Kulturszene unterstützt.
Dazu gehören:
- Stipendien: Villa-Aurora-Stipendium[1], Atelierstipendium, Stipendium CROSSOVER, Step Up (Strukturförderung Tanz)

- Förderpreise: KunstSalon-Choreografie-Preis, Theater-Autorenpreis 2010–2012[2] und KunstSalon-Theaterpreis[3]

- Förderprojekte: KunstSalon-Orchester, Zwirnerschule – Musikförderung für Alle, Culturelink – Projekte für und mit Geflüchteten
- Festivals: Literatur in den Häusern der Stadt, Musik in den Häusern der Stadt

Die Freunde des KunstSalon, die Schauspielfreunde und die Mitglieder der tanz- und filmsociety unterstützen die Förderprojekte und die Kulturszene mit ihrem Engagement.
Im Rahmen des Projektes Musik in den Häusern der Stadt laden kulturinteressierte Gastgeber in ihre privaten Räumlichkeiten in Köln ein. Diese Initiative konnte in der Folgezeit auf Berlin, Hamburg und seit 2010 im Rahmen der RUHR.2010 – Kulturhauptstadt Europas auch auf das Ruhrgebiet ausgeweitet werden. Es bietet vor allem Nachwuchsmusikern eine Bühne. Nach dem gleichen Konzept richtet der KunstSalon auch das Festival Literatur in den Häusern der Stadt aus.
Ein KunstSalon-Orchester unter Leitung von Klaus dem Geiger spielt ein Repertoire aus Klezmer, Tango, Klassik, Salonmusik und Improvisationen.

## KunstSalon-Stiftung
2001 wurde die KunstSalon-Stiftung gegründet, in die der Unternehmer Andreas Schmitz einen Lottogewinn in Höhe von 1 Million Mark einbrachte und die um weitere Zustiftungen wirbt. Die praktische Durchführung und Begleitung der Fördermaßnahmen überträgt die Stiftung dem KunstSalon e. V. Wichtigstes Stiftungsziel ist die Förderung des modernen Tanzes. Zuspender können eigene Prioritäten setzen.